# Verfahren der Zusammenarbeit
Das Verfahren der Zusammenarbeit (auch Kooperationsverfahren, von englisch cooperation procedure) war eines der Gesetzgebungsverfahren in der Rechtsetzung der EG und wurde mit dem Vertrag von Lissabon abgeschafft.
Bis zum Vertrag von Amsterdam gab es eine große Zahl unterschiedlicher Rechtsetzungsverfahren und der Gesetzgebungsprozess war sehr unübersichtlich. Das Verfahren der Zusammenarbeit (eingeführt durch die Einheitliche Europäische Akte 1987) gab dem Europäischen Parlament erstmals die Möglichkeit, bei der zweiten Lesung der Legislativvorschläge der Kommission den Gesetzgebungsprozess zu beeinflussen und bedeutete somit eine Kompetenzerweiterung.
Seit dem Vertrag von Amsterdam wurde das Verfahren der Zusammenarbeit nur noch in bestimmten Fragen der Wirtschafts- und Währungsunion (WWU) angewendet. Dagegen hat das Mitentscheidungsverfahren an Bedeutung gewonnen, wodurch das Europäische Parlament dem Rat als Gesetzgeber in immer mehr Politikbereichen gleichgestellt wurde.